# Disa Records
Disa Records fue una compañía discográfica mexicana localizada en San Nicolás de los Garza, Nuevo León, México especializada en música regional mexicana. Los trabajos de la compañía son distribuidos en los Estados Unidos por Universal Music Group, anteriormente por TH Rodven en los años 1980 y EMI en la segunda mitad de los años 1990 y principios de los 2000, también parte de su mercancía fue distribuida por Fonovisa Inc. de 1991 a 1996. En Argentina, parte de su catálogo fue distribuido entre 1994 y 2001 por Leader Music. Mientras que en Bolivia desde principios de los 90 por Santa Fe Records, y en Chile por Musicavision. Reestableciéndose en 2011 renombrandose Remex Music como Disquera Independiente y 10 años después distribuida y adquirida oficialmente por Sony Music.

## Cronología
Nace en los años 1970, con artistas como Los Hermanos Barrón, Víctor Hugo Ruiz y Su Combo, La Conquista, Kiko Montalvo, etc.
El primer artista en grabar para Disa oficialmente fue Beto Villa y Los Populares de Nueva Rosita con la canción Cabellos largos de Alfredo Gutiérrez.
En los años 1980, entre su elenco se encontraban grupos como Los Líricos de Terán, Los Cardenales de Nuevo León, Los Traileros del Norte, Los Vallenatos, Alfredo Gutiérrez, JLB y Compañía, Héctor Montemayor, Banda Móvil, Los Temerarios, Grupo Flash, Toppaz, Los Garza de Sabinas, Cupido, El Golpe, Liberación, Los Hermanos Barrón, etc.
En los años 1990, su elenco se llena más ya que llegan grupos norteños como Los Reyes del Camino, El Poder del Norte, Los Pedernales, Espuela Dorada, Salomón Robles y sus Legendarios, Miguel y Miguel, etc. Para 1991, crean la sub-marca Dinastía Musical (Dimusa); en esta compañía se incluyeron artistas como: Ladrón, Míster Gallo, Sonido Mazter, Los Reyes del Camino, Banda Ráfaga, Grupo Azteka, Paco Barrón y sus Norteños Clan, etc. El sello fue disuelto en 1996 y todos los artistas del catálogo pasaron directamente a Disa Records.
En 1993, falleció su fundador Domingo Chavéz Pérez, por lo que quedaron a cargo de la empresa sus hijos Domingo, Patricia y Germán Chavéz Moreno y el grupo Liberación en su producción "Directo al corazón" le hizo una dedicatoria especial. 
También, el elenco de las bandas aumenta con Banda R-15, Los Nuevos Santa Rosa, Los Tierra Blanca, Los Coyonquis, Banda La Cañera, Banda M-1, Banda Pecadores, Banda Karembe, El Korita González y su Banda, etc. A principios de los años 90, se conforma lo que se denominó el Movimiento Grupero y llegan grupos como Los Rehenes, Los Bybys, La Tropa Vallenata, Grupo Callado de Tello, Grupo Samuray, Viento y Sol, Los Dinnos Aurios, Wild West, Grupo Bryndis, Los Acosta etc. En ese año llega el grupo de cumbia Los Ángeles Azules, el cual casi al punto de su desintegración llegó a la disquera regiomontana donde vivirían la etapa de mayor éxito de su carrera.
Gracias al éxito de Los Ángeles Azules, llegan artistas más orientados a la cumbia con acordeón y sonidera basada en el estilo colombiano como Rayito Colombiano, Aaron y su grupo Ilusion, Chon Arauza y La Furia Colombiana, Los Askis, Grupo Yahari, Banda Kañon, La Perla Colombiana y el cantanautor colombiano pero con trayectoria en México Aniceto Molina. En septiembre de 1997, la empresa regiomontana estrena su sitio web en el cual se incluyeron noticias y lanzamientos de sus artistas, este sitio más tarde fue migrado a la página oficial de Universal Music Group. 
En 1999, se creó Marcha Records que también incluyó artistas de Disa Records, siendo Encuentro Norteño (ex-Traileros Del Norte), Los Únicos de México, Palomo (en sus inicios) etc. algunos de los incluidos.
En la década de 2000, llegan más nuevos artistas como Vagón Chicano, Grupo Modelo, Los Dareyes de la Sierra, Palomo, Joel Higuera, y el grupo originario de Matamoros, Coahuila, México, Mi Barrio Colombiano que con su guapísima vocalista Alicia Sifuentes logran acaparar los primeros lugares en la radio con su sencillo "Maldito Sea Tu Amor". Además un nuevo género se integra: el duranguense, principalmente traído por el Grupo Móntez de Durango, al cual le seguirían K-Paz De la Sierra, Los Horóscopos De Durango, Brazeros Musical, Patrulla 81, etc.
En 2004, se hace la compra de Terrazas Records, compañía de José Luis Terrazas director del Grupo Móntez de Durango.
En julio de 2006, Disa Records demandó a su distribuidor estadounidense y copropietario de Universal Music Group por usar "tácticas legales de mano dura" para obstruir una promesa de Disa Records por Univision.
En mayo de 2008, Universal Music Group compró Univision Music Group y lo combinó con su división de género latino para convertirse en Universal Music Latin Entertainment.
En 2009, las oficinas ubicadas en San Nicolás de los Garza, Nuevo León, México cierran sus puertas definitivamente, así mismo sus estudios de grabación.
Disa Records tiene como subsidiaria a Discos Sabinas (aunque este nombre es el oficial de Disa), propiedad de Remex Music, otro proyecto discográfico de los Hermanos Chávez con artistas como Banda La Trakalosa, Los Corceles de Linares, Banda Tierra Sagrada, Diego Herrera, Luis y Julián Jr. etc., cuyas producciones discográficas son distribuidas por Sony Music México, algunas distribuidas de manera física por esta misma desde el 2014, hasta su adquisición a mediados de 2021.